# 곰두리
곰두리는 강원대학교의 마스코트이다. 강원도를 상징하는 동물인 곰을 캐릭터화시켜 '강원도 중심대학'의 이미지를 전달하였다. 또한 다양한 응용동작을 통해 친근하고 다정한 이미지를 표현하였다. 디자이너는 강원대학교 졸업생 이한나이다.

## 개요
강원대학교 마스코트 '곰두리'는 사람들과 사귀기를 좋아하며 적극적이고 활동적인 성격을 지니고 있다. 공부도 잘하고 운동도 잘하는 다재다능한 만능엔터테이너인 곰두리는 강원대학교의 지킴이로서 자부심을 가지고 있으며 어려운 일이 있을 때 언제든 도와주는 학생들의 영원한 친구이자 도우미이다.
곰두리의 리뉴얼 디자인을 진행한 이한나는 곰두리 디자인 작업을 6개월간 진행했다. 졸업작품으로 개교 70주년을 기념하여 마스코트를 새롭게 디자인했다고 한다.
곰두리를 상업적으로 이용하기 위해서는 별도 이용 허락을 받아야하며, 물품 등을 제작하거나 행사등에 이용하고자 하는 사람은 강원대학교 총장의 승인을 얻어야 한다.

## 같이 보기
- 강원대학교
- 강원도 (남)